# Procladius nietus
Procladius nietus är en tvåvingeart som beskrevs av Roback 1971. Procladius nietus ingår i släktet Procladius och familjen fjädermyggor. Inga underarter finns listade i Catalogue of Life.